# Юнак (стадион)
Вижте пояснителната страница за други значения на Юнак.
Стадион „Юнак“ е бивш стадион в София.

## История
През 1904 г. по повод Третия юнашки събор в София е построено първото футболно игрище „Юнак“ в София. До 1920 година то единственото футболно игрище в града. 14 юни 1924 г. – обновеното игрище „ЮНАК“ е открито за VІ юнашки събор, с придадените за вечни времена земи, теренът на СБГД „Юнак“ в София достига 40 дка. В дарението е изрично упоменато, че Софийска община ще запази имота в случай на закриване на „Юнак“ и ще го върне при възстановяване на юнашкото-спортно дружество.
С протокол номер 39 на Столична община на 8 октомври 1924 г. най-старият столичен клуб ФК-13 получава терен северно от стадион „Юнак“.
През 1926 година теренът е включен към игрище „Юнак“, а ФК-13 получава правото да използва терена на стадион „Юнак“ безвъзмездно.
Още пó на север на 13 октомври 1924 г. с протокол номер 42 на Столична община, право на строеж получава футболен клуб „Левски“ върху 16.2 дка (по-късно увеличени до 26 дка), където е построен с доброволен труд и дарения стадион „Левски“ с 10 000 места.
Стадион „Юнак“ се е ползвал като национален Стадион, до разрушаването му, заедно със стадион „Левски“ през 1949 г.
На мястото на стадион „Левски“ е построен Националния стадион „Васил Левски“, а на мястото на Стадион Юнак е построена ледена пързалка „Дружба“, преименувана отново на „Юнак“ след 1990 г.
Стадионът е служил за официален на националния отбор по футбол, на него са се играли срещи и финалите от Държавното първенство и Царската купа. Игрището е изцяло заградено с трибуни и е имало капацитет от около 25 000 зрители, което прави стадиона най-големия в България по времето на съществуването му.